# Marcinkańce (gmina)
Marcinkańce – dawna gmina wiejska istniejąca w latach 1925–1939 w woj. białostockim (obecnie na Litwie). Siedzibą gminy były Marcinkańce (Marcinkonys). Była to najdalej na północ wysuniętą jednostką powiatu grodzieńskiego.
Gminę Marcinkańce utworzono 1 lipca 1925 roku w powiecie grodzieńskim w woj. białostockim, z części obszaru byłych gmin orańskiej i mereckiej byłego powiatu trockiego, położonych na lewym brzegu Uły i Mereczanki. W związku z demarkacją granicy z Litwą Środkową w 1920 roku północne części tych gmin weszły w skład Litwy Kowieńskiej, natomiast południowe odcinki (na prawym brzegu Mereczanki) znalazły się w strefie tzw. pasa neutralnego. Odcinki te (bez formalnego statusu gminy) przyznano Polsce w lutym 1923 w myśl decyzji Rady Ambasadorów i dołączono do przyległego powiatu grodzieńskiego w woj. białostockim. Dopiero w 1925 roku z omawianego obszaru powstała nowa gmina Marcinkańce, natomiast z północnej części dawnej gminy orańskiej (na prawym brzegu Uły) utworzono nową gminę Orany w powiecie lidzkim w woj. nowogródzkim.
1 października 1931 z gminy Marcinkańce wyłączono miejscowości Poganka, Samouki i Młynek, włączając je do miasta Druskieniki w tymże powiecie i województwie.
16 października 1933 gminę Marcinkańce podzielono na 17 gromad: Derżele, Dubieniki, Gruta, Kaszety, Kobele, Kopieniszki, Marcinkańce, Mordasowo, Morgiewicze, Mustejka, Nierowo, Puchacze, Randomańce, Rotnica, Rudnia, Szklary i Wieciuny.
Po wojnie jej obszar wszedł w struktury administracyjne Związku Radzieckiego (do Litewskiej SRR). Od 1991 w niezależnej Litwie.